# Aristobia angustifrons
Aristobia angustifrons es una especie de escarabajo longicornio del género Aristobia, subfamilia Lamiinae. Fue descrita científicamente por Gahan en 1888.
Se distribuye por China, Laos, Birmania y Tailandia. Mide 32-40 milímetros de longitud.